# 2013年中国东北雾霾事件

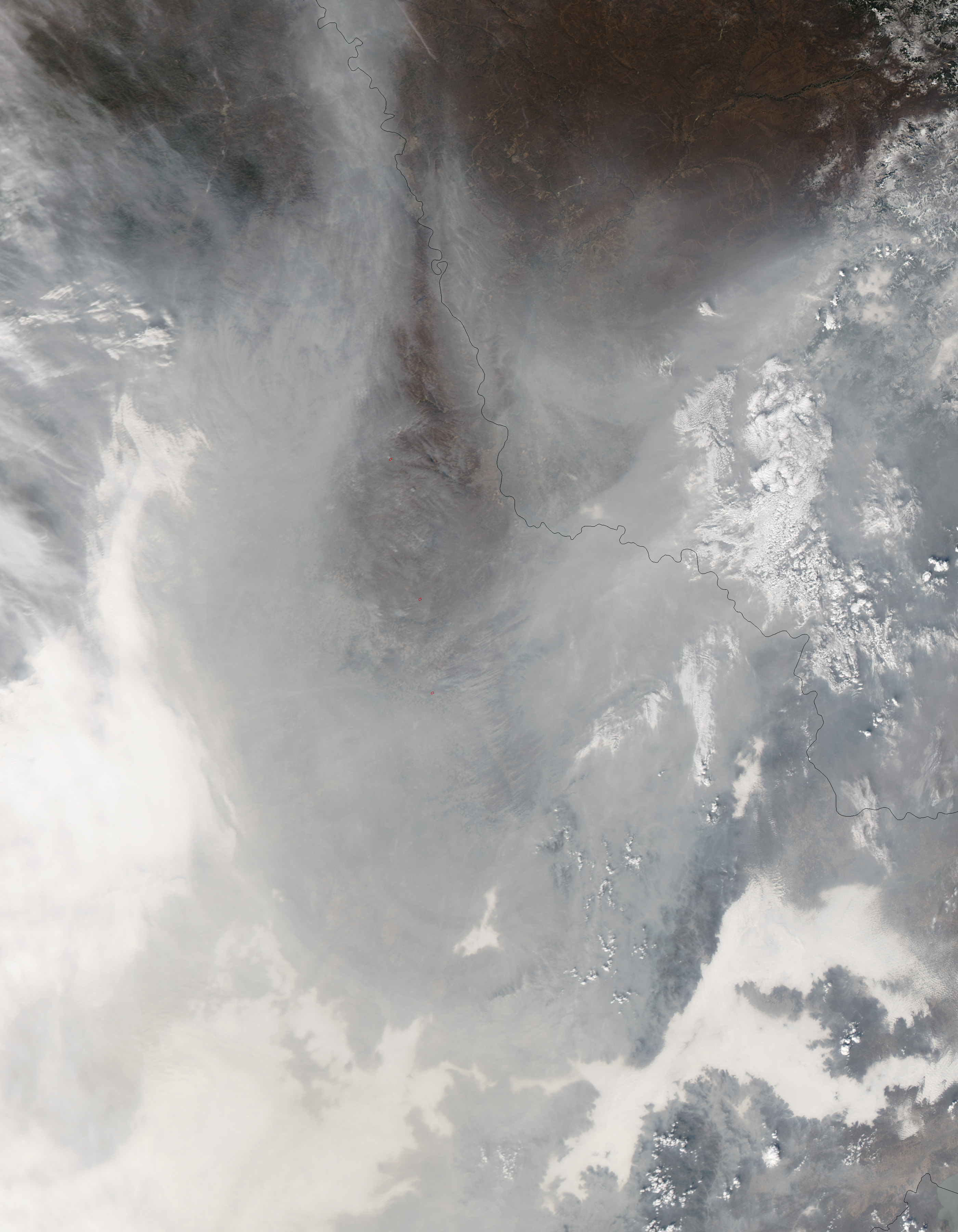
2013年10月21日，中国东北上空的浓密雾霾

2013年中国东北雾霾事件是指起始于2013年10月20日，也就是哈尔滨市的年度冬季燃煤取暖系统开启的第二天，以中国东北地区(滿洲)哈尔滨为中心，和吉林省、黑龙江省、辽宁省在内的地区发生的大规模雾霾污染。由于东北地区普遍燃烧质量低劣却廉价的褐煤取暖，大量烟尘因此直接排到空中，是本次污染事件的主因。东北地区大部均被浓密的雾霾覆盖。在哈尔滨市，PM2.5的日度平均值一度达到每立方米1000微克，超出世界卫生组织安全标准40多倍，甚至比北京还要严重。能见度大幅下降，机场被迫关闭，两千多所学校停课。雾霾也导致黑龙江省境内多条高速公路被迫关闭。10月22日至23日，东北地区仍然被雾霾覆盖，PM2.5平均浓度保持在每立方米200毫克以上。在吉林省省会长春市，10月22日22时的PM2.5的浓度达到63年来的历史峰值每立方米845微克，空气质量实时指数超过500。

## 背景
官方报告称本次污染事件的起因是风力过小、农田焚烧废弃农作物、以及供暖系统开启产生排放物大增。哈尔滨、长春、沈阳等市位于中国东北，冬季十分寒冷，最低温度可达摄氏零下三、四十度。因此，每年十月起，全东北地区都会集中供暖。而大规模的供暖系统会产生大量尘埃排放物，容易造成空气污染。而雾霾污染的主要组成物PM2.5微粒对人体健康的冲击相当大，可以引发各种疾病，包括肺癌和心脏病。之前已经有报告显示，由于燃煤取暖产生的空气污染使得中国北方的人均寿命比南方要少5.5年。根据清华大学环境系统分析研究所和亚洲开发银行的资料，在2013年1月世界十大污染城市中有七座位于中国，分别是太原、北京、乌鲁木齐、兰州、重庆、济南和石家庄。

## 影响

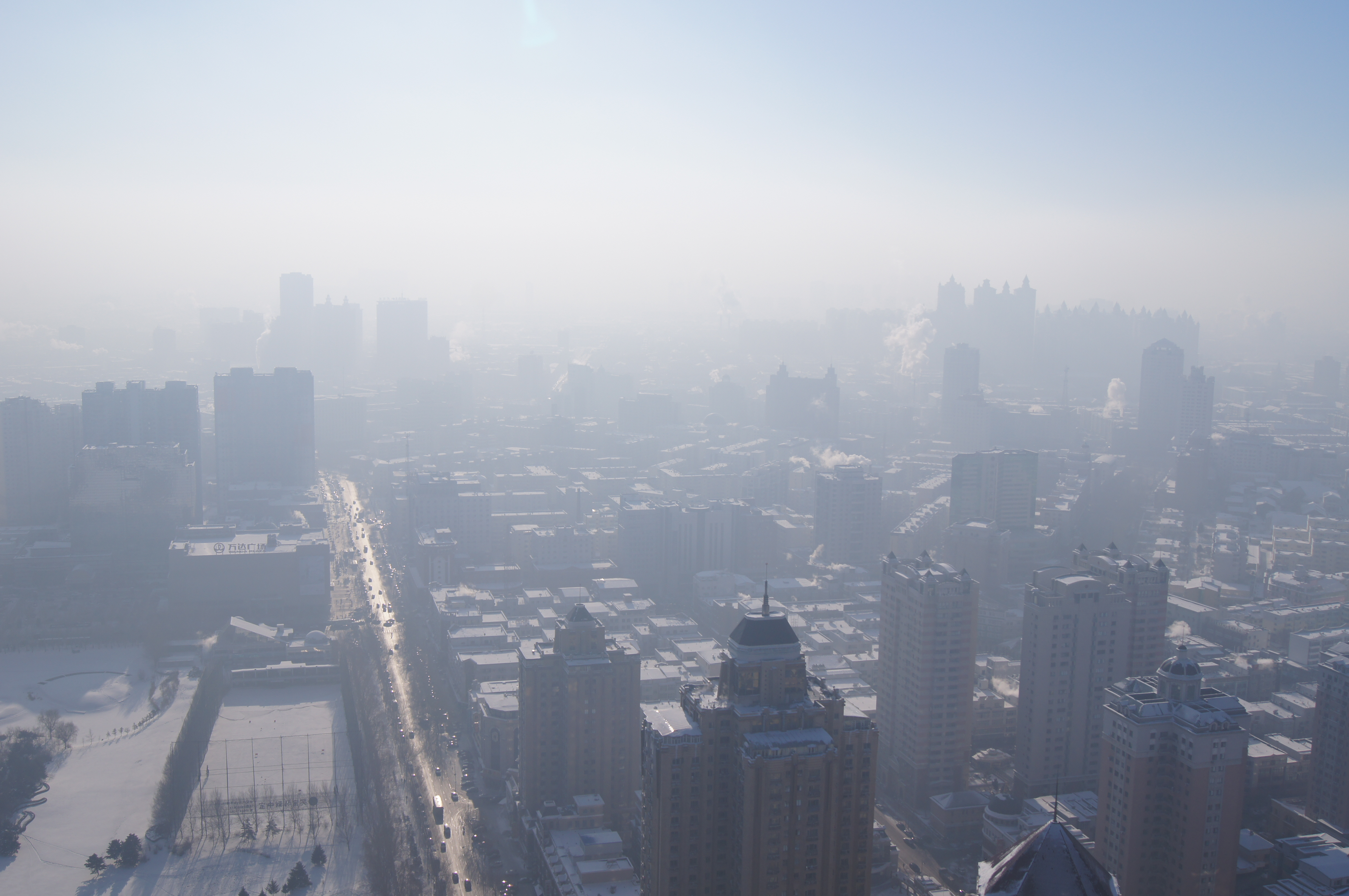
2012哈尔滨

由于雾霾污染导致能见度下降，黑龙江省的多条高速公路被迫关闭，一些地方交通瘫痪。污浊的空气使得哈尔滨的所有中小学被迫放假停课。由于能见度不利于飞机起降，哈尔滨国际机场被临时关闭。
哈尔滨的各大医院的呼吸系统疾病患者激增23%。哈尔滨市的能见度普遍低于50米，部分地区低于10米。在哈尔滨花园街，能见度甚至不足5米。太平宏伟公园、香坊红旗大街、动力和平路等地的PM2.5值均超过1000。
吉林省大片地区能见度低于500米。省会长春在10月22日晚22时雾霾强度突破63年来的历史记录。 长春市大部地区能见度低于50米, 但长春市教育局拒绝通知中小学停课，这一举措也被公众和学生家长广泛批评和质疑。 吉林省的其他周边城市，包括吉林市、松原市和扶余市，均在10月22日通知中小学停课。
由于降雪出现，10月23日起，空气质量出现好转。